# Den Saakaldte
Den Saakaldte ist eine 2006 von Michael „Sykelig“ Siouzios gegründete Black-Metal-Band. Die ursprünglich als Soloprojekt initiierte Gruppe gilt, aufgrund der Vielzahl der sich einbringenden Musiker, als eine Supergroup des Black Metals. Unter anderem beteiligten sich Mitglieder von Mayhem, Shining, Gorgoroth, 1349 und In the Woods… an Den Saakaldte.

## Geschichte
Mikael „Sykelig“ Siouzios gründete die Band 2006 und formierte alsbald eine Gruppe mit Musikern aus unterschiedlichen norwegischen Extreme- und Black-Metal-Bands. Siouzios benannte die Gruppe nach einem Lied von Ved Buens Ende. In der ersten Besetzung übernahm Siouzios den Gesang und die Gitarre, Yusaf „Vicotnik“ Parvez von Dødheimsgard und Ved Buens Ende den Bass, der ebenfalls bei Dødheimsgard spielende Ole „Jormundgand“ Teigen das Keyboard und Jan Axel „Hellhammer“ Blomberg von Mayhem das Schlagzeug. Noch während der Aufnahmen zur Debüt-EP verließ Parvez die Band und wurde durch Tor Risdal „Seidemann“ Stavenes von 1349 ersetzt. Nachdem sich Blomberg während einer Tournee mit Dimmu Borgir den Arm brach und er, aufgrund des Bruchs und Terminschwierigkeiten durch seine diversen Bandbeteiligungen, sich nicht weiter in die Aufnahmen des Debüts einbringen konnte, wurde er durch Jarle „Uruz“ Byberg von Shining und Urgehal ersetzt. Gegen Ende der Aufnahmen entschied sich Siouzios dagegen, die Lieder selbst einzusingen, und lud Niklas Kvarforth von Shining und Skitliv als Sänger ein. Im April 2008 wurde die EP Øl, Mørke Og Depresjon über Eerie Art Records, Aesthetic Death Records und Bylec-Tum Productions veröffentlicht. Die Kritiken zur EP fielen mittelmäßig bis positiv aus. Laut metal1 stehe die Musik „leider weit hinter dem zurück, was man sich von diesen Musikern erwartet hatte“. Auf Metal-District wird dem entgegengehalten, dass das Projekt der Besetzung entsprechen würde. So wird die Besetzung als „[e]rlesene Auswahl“ betitelt und, „dass die Herren wissen, was sie tun hör[e] man denn auch zu jeder Sekunde der Musik an“.
Es folgte der erste Liveauftritt auf dem Inferno Metal Festival Norway, zu welchem Stian Winter von Gehenna und Aeternus das Schlagzeug übernahm. Ein Teil des Auftritts wurde im gleichen Jahr auf der Split-EP Shining / Den Saakaldte über Temple of Darkness Records veröffentlicht. Im Januar 2009 folgte das Studioalbum All Hail Pessimism auf Avantgarde Music. Das Album wurde meist positiver als die Debüt-EP besprochen. In der Beurteilung wurde es als gute Veröffentlichung bewertet, die dem Genre zwar nicht neues hinzufüge, aber der hohen Qualität der beteiligten Musiker entspräche.
Im Anschluss an die Veröffentlichung trat die Band erneut auf dem Inferno Metal Festival Norway auf, sowie erstmals auf dem Party.San und bestritt eine erste Europa-Tournee. Für die Tournee übernahm Anders Kobro von Carpathian Forest die Funktion des Schlagzeugers. Es folgten weitere Umbesetzungen der Bandkonstellation, unter anderem verließ Kvarforth Den Saakaldte im März 2011, um sich fortwährend auf sein Hauptprojekt Shining zu konzentrieren. An seiner statt übernahm Øyvind „Maztema“ Hægeland von Spiral Architect den Gesang. Jørn Folkedal von Koldbrann brachte sich hingegen vorübergehend als neuer Schlagzeuger ein. Im Jahr 2012 übernahm Daniel „Tybalt“ Theobald von Ethereal Forest und Fortíð diese Position. Zu den Aufnahmen des zweiten Studioalbums stießen Einar Thorberg „Eldur“ Guðmundsson von Curse und Fortíð als Sänger und André „Tjalve“ Kvebek von Pantheon I als zweiter Gitarrist hinzu. Das Album Kapittel II: Faen I Helvete wurde im Mai 2014 über Agonia Records veröffentlicht und mit gespaltener Kritik beurteilt. Während auf Metal1 Kapittel II: Faen I Helvete unter Durchschnitt bewertet wird und „wenige Ideen“ sowie „wenig Eigenes, was das Material der Norweger markant wirken lässt“ bemängelt wird, wird es auf metal.de als „traditioneller norwegischer Black Metal“ bezeichnet, der „[n]ahezu in Perfektion […] mit gewetzten, hundsgemeinen, schweren Riffs aus anderen Subgenres verknüpft“ wird. Im Amboss Mag wurde die Einschätzung bestätigt und um die Einschätzung ergänzt, dass die Gruppe durch den Wechsel der stilistischen Ausrichtung „vor allem“ durch den „Sängerwechsel mehrere Schritte nach vorne gemacht“ hat. Auf den auf Kapittel II: Faen I Helvet folgenden und über Floga Records veröffentlichten Split-EPs Old Demons Rise und Diabolicum Est blieb die Besetzung der Gruppe beständig. Zu Auftritten im Jahr 2015 trat allerdings Marius „Storm“ Trælstad von Aeon Throne als Sänger in Erscheinung. Seit 2018 ist Jan Fredrik „Xarim“ Solheim der neue Sänger der Gruppe und der bisherige Bassist Vidar übernimmt die Position des zweiten Gitarristen.

## Stil
Die ersten Veröffentlichungen von Den Saakaldte wurden rückwirkend als „SHINING für Arme, die zufälligerweise den Originalsänger abgegriffen hatten“ beurteilt und entsprechend als „durchschnittlicher Depressive-Black-Metal“ bezeichnet. Das Album Kapittel II: Faen i Helvete wird hingegen mit 1349 und Gorgoroth verglichen und als typischer norwegischer Black Metal besprochen.
Die Nähe der ersten Veröffentlichungen zu Shining wird insbesondere an Kvarforths Gesang und der „in den ruhigeren Parts vorherrschenden Stimmung“ festgemacht. Kvarforths Gesang sei „schwer gewöhnungsbedürftig[…], schwer jazzig und eben krank.“ Der Gesang von Thorberg präsentiere hingegen „von harschem Gekeife bis zu kehligem Klargesang […] die gesamte Klaviatur schwarzer Sangeskunst.“ Insbesondere die Veränderung des Gitarrenspiels, welches nun als „herbe[…] Riffs, die zwischen Thrash und Death Metal pendeln“, kennzeichne auf Kapittel II: Faen i Helvete die Weiterentwicklung der Gruppe. Dabei seien „klirrende Tremoloriffs bis hin zu offener HELLHAMMER / CELTIC FROST Verehrung“ im Gitarrenspiel erkennbar. Die vorherigen Alben seien eher durch melodiöse Gitarrenarrangements und synthetische Orchestrierungen geprägt, so seien unter anderem teils mehrstimmige Gitarrenmelodien ein Merkmal des Albums All Hail Pessimism. Der Rhythmus wird meist als dynamisch beschrieben.

## Besetzung

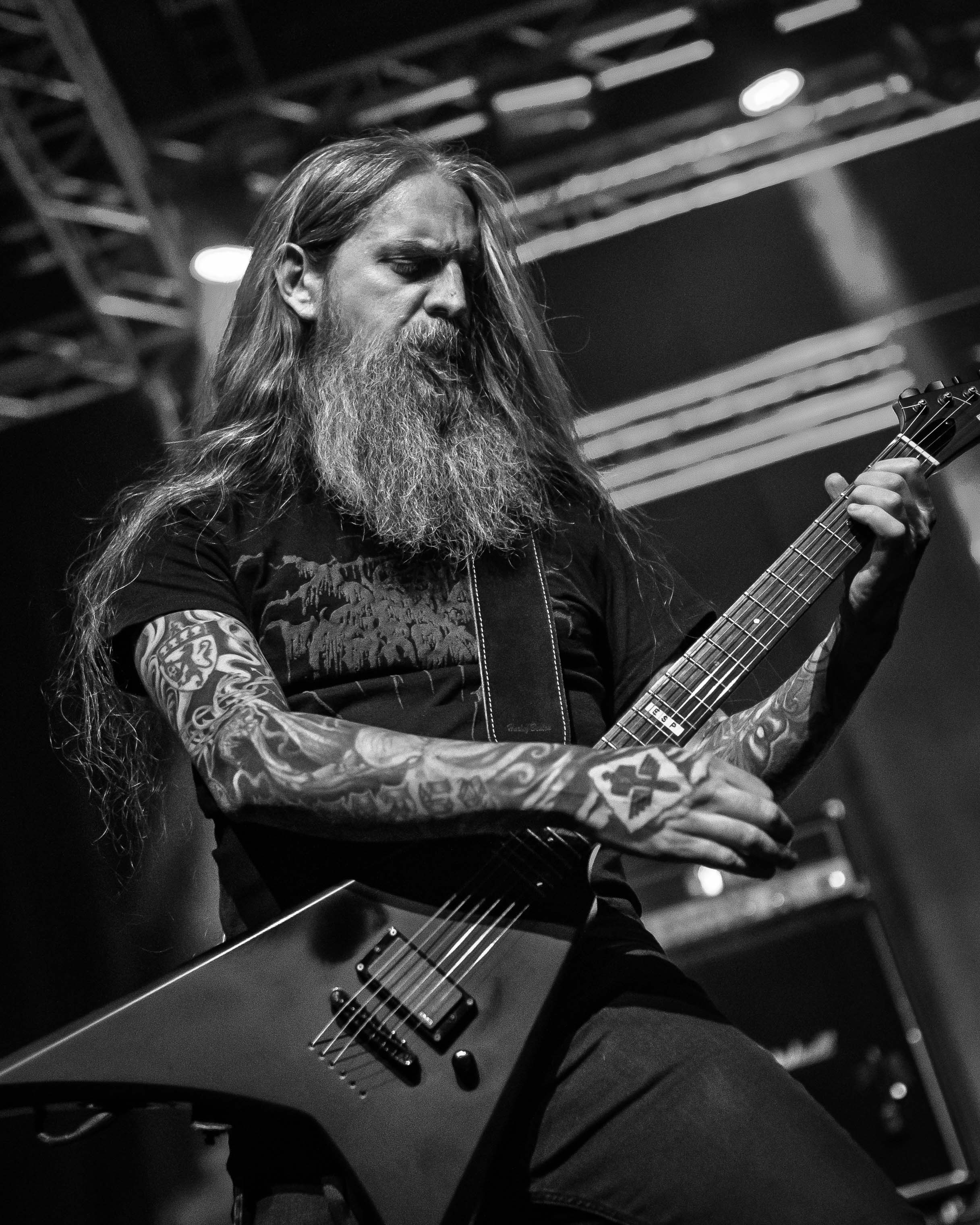
Michael «Sykelig» Siouzios (2024)
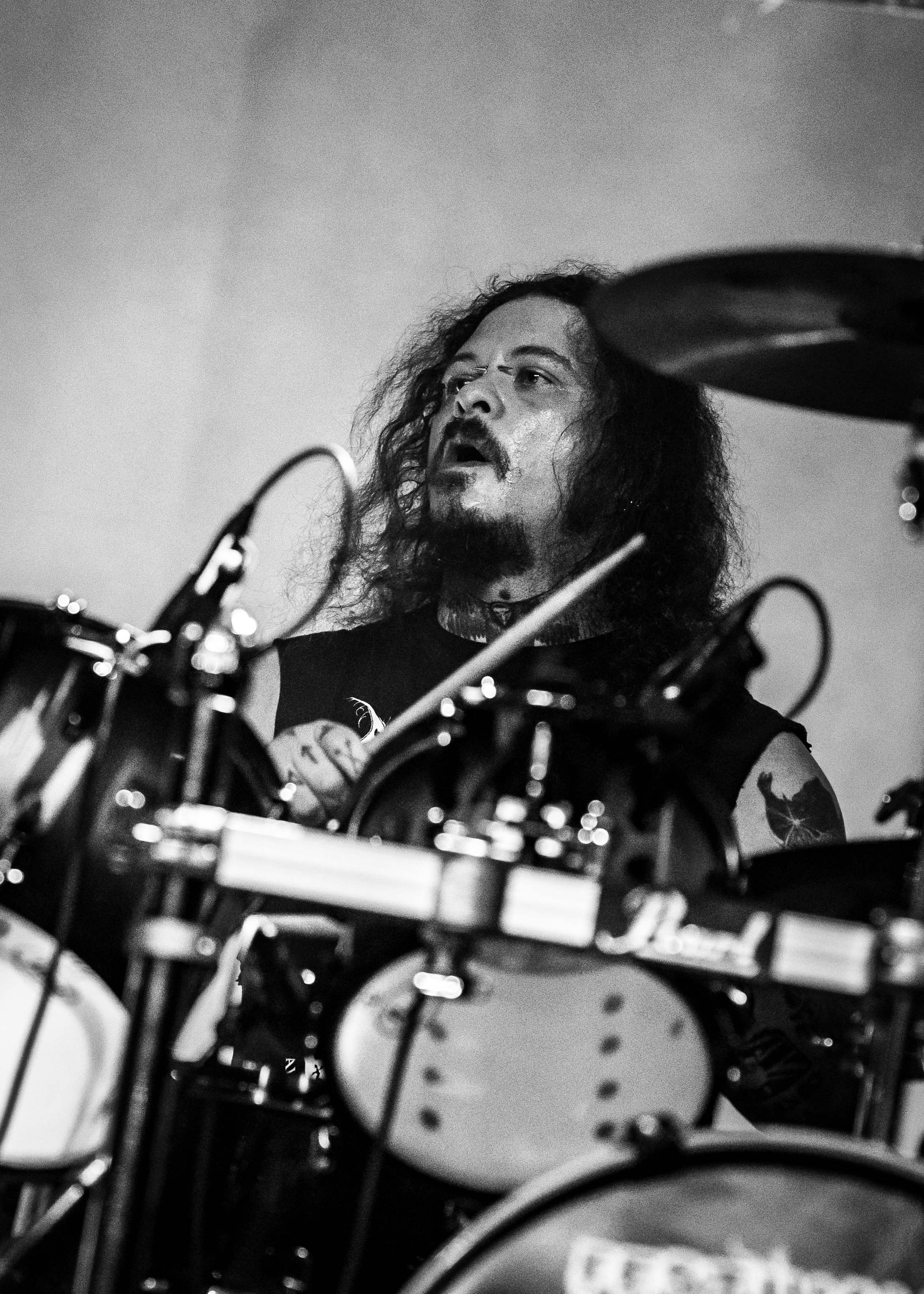
Daniel «Tybalt» Theobald (2024)
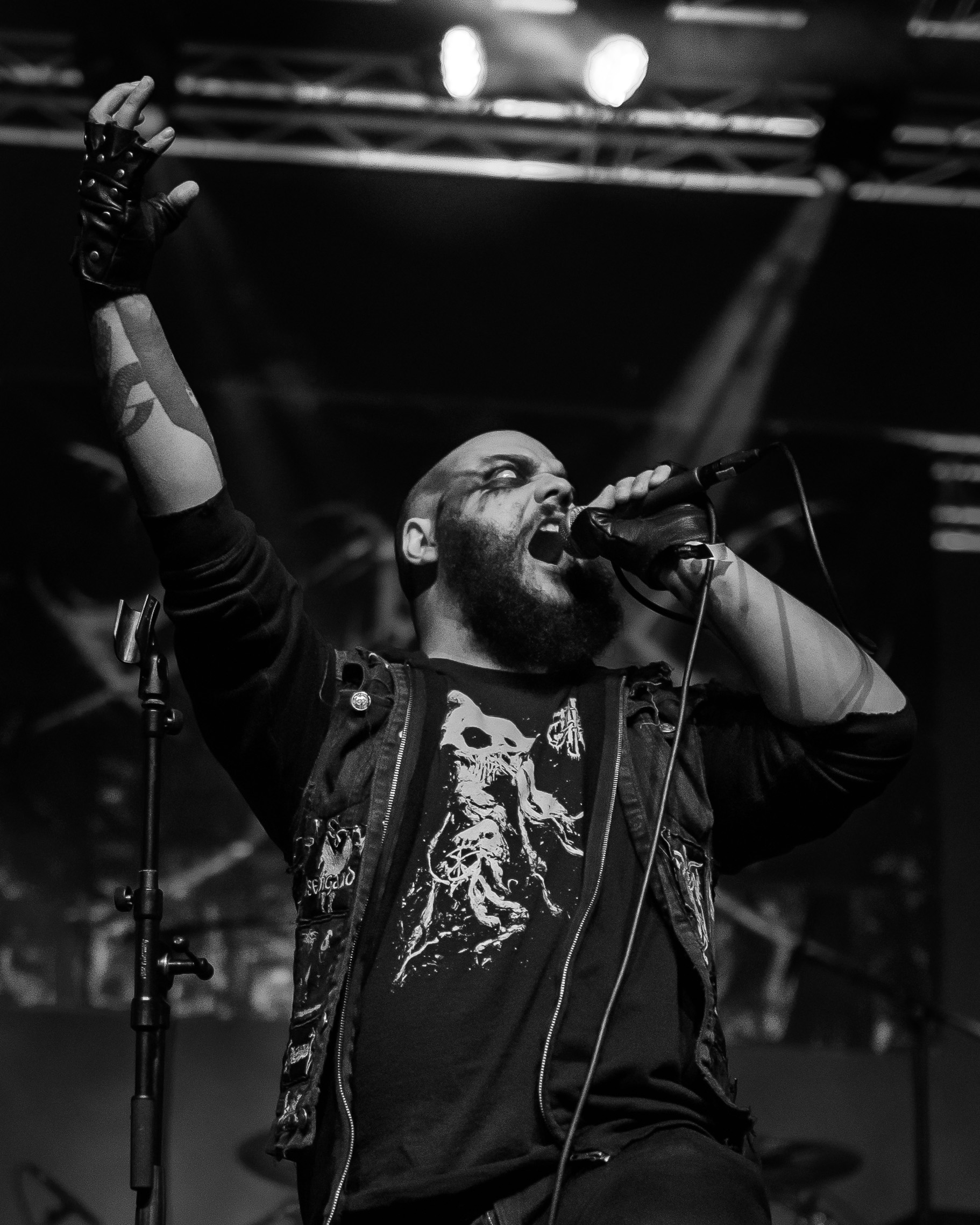
Simon Peter «Svik» Hovind (2024)
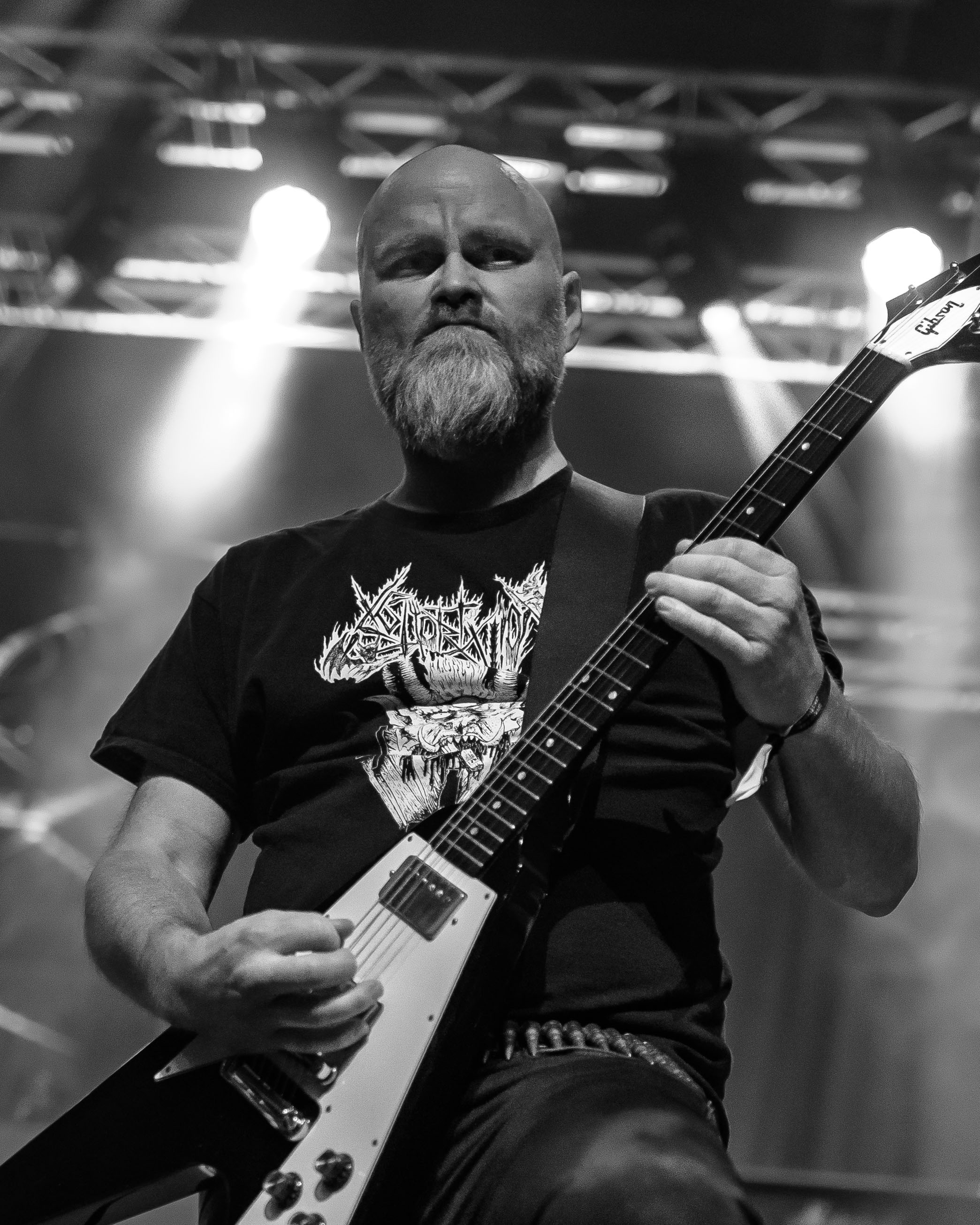
Vidar Fineidet (2024)

## Diskografie
- 2008: Øl, Mørke Og Depresjon (Album; CD, Eerie Art Records / CD/2xLP, Aesthetic Death Records / MC, Bylec-Tum Productions)
- 2008: Shining/Den Saakaldte (Split-EP mit Shining; 7"-Vinyl, Temple of Darkness Records)
- 2009: All Hail Pessimism (Album; CD, Avantgarde Music / MC, Inferna Profundus Records / 2xLP Agonia Records / CD, Soulseller Records)
- 2014: Horna/Den Saakaldte (Split-EP mit Horna; 7"-Vinyl, Blut & Eisen Productions)
- 2014: Kapittel II: Faen i Helvete (Album; CD/LP/Download, Agonia Records / MC, Snake Oil Kassettforlag)
- 2014: Old Demons Rise (Split-EP mit Varathron; 7"-Vinyl, Floga Records)
- 2015: Versus Christus/Diabolicum Est (Split-EP mit Principality of Hell; 7"-Vinyl, Floga Records)

Beiträge auf Kompilationen
- 2009: Party.San Metal Open Air 2009 (Lied: La Vinteren Vare Evig; 2xDVD-V, War Anthem Records)
- 2011: Niklas Kvarforth - Fifteen Years Of Absolute Darkness (Lied: Mesias; CD, Spinefarm Records)
- 2016: Reigning In The Abyss (A Tribute To Slayer) (Lied: Evil Has No Boundaries; FLAC, Black Steel Music)